# Live in Las Vegas (альбом Мэйси Грэй)
Live in Las Vegas — концертный альбом американской R&B-соул певицы Мэйси Грэй, вышедший в 2005 году. Диск был записан в концертном зале House of Blues в Лас-Вегасе (штат Невада) в 2004 году. Релиз на DVD и CD состоялся в 2005 году.

## Список композиций

### Диск 1
1. «Sex-O-Matic Venus Freak» — 7:18
2. «When I See You» — 3:52 — известен как «When I See You Again»
3. «Relating to a Psychopath» — 3:49
4. «Don’t Come Around» — 2:55
5. «Caligula» — 7:42
6. «Why Didn't You Call Me» — 3:42
7. «Things That Made Me Change» — 6:36
8. «Hey Young World Part 2» — 5:05
9. «I’ve Committed Murder» — 5:30
10. «Do Something» — 3:45

### Диск 2
1. «Demons» — 5:51
2. «Sexual Revolution» — 5:59
3. «Oblivion» — 3:50
4. «I Try» — 8:14
5. «Sweet Baby» — 5:22
6. «She Ain't Right for You» — 4:38
7. «I Can’t Wait to Meetchu» — 4:13
8. «The Letter» — 6:55